# Jan van Somer

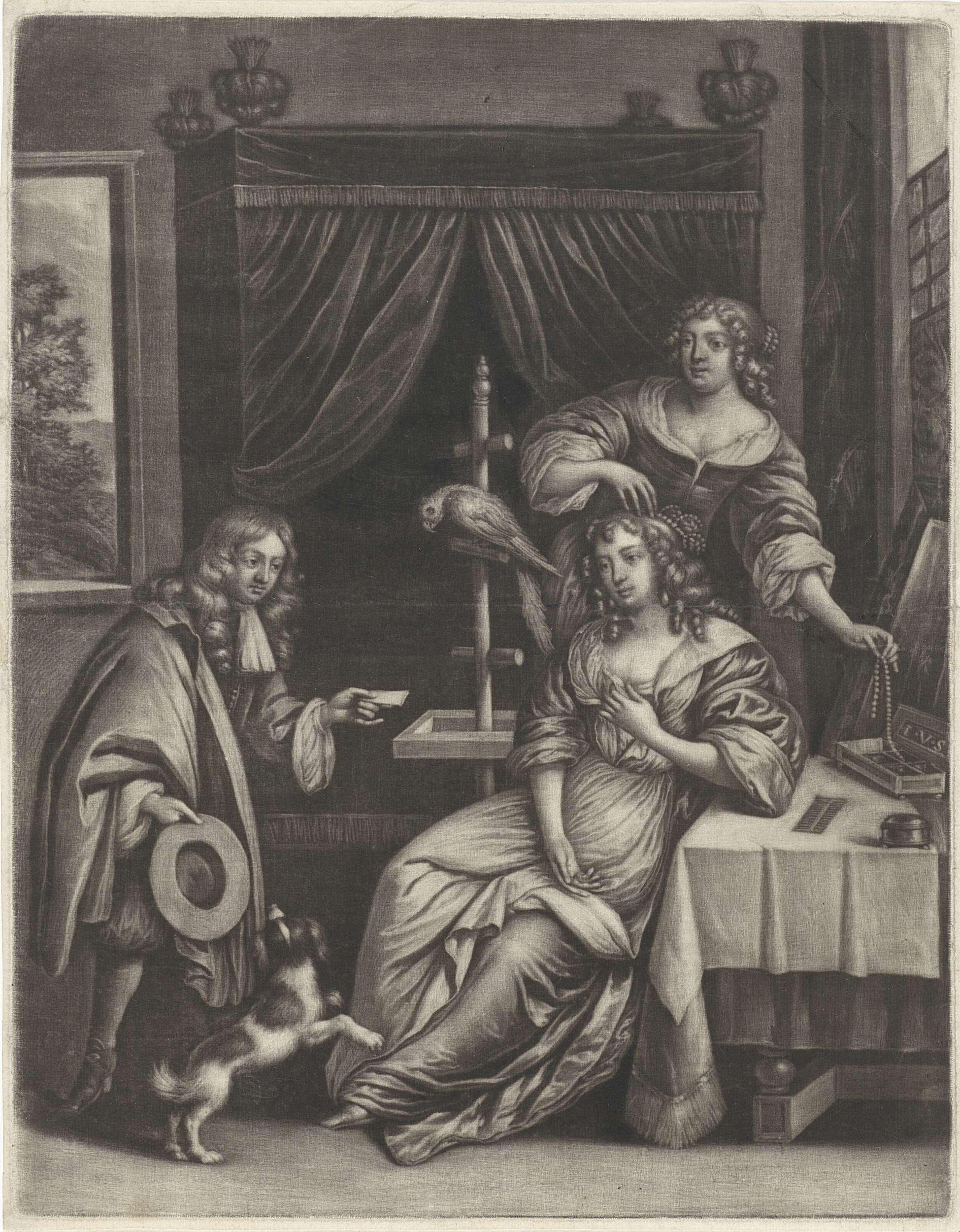
Un fattorino consegna una lettera

Jan van Somer, o Jan van Sommer o Johannes van Somer o Johannes van Sommer (Amsterdam, 1645 – Amsterdam, dopo il 1699 e prima del 1720), è stato un pittore, disegnatore e incisore olandese del secolo d'oro.

## Biografia
Fratello di Paul van Somer II, ma non parente di Paul van Somer, pittore di corte di Giacomo I, è presumibilmente un parente di Jean Sommer, vista la sua presenza a Parigi intorno all'anno 1655, oppure è la stessa persona e la sua data di nascita è sbagliata. Risulta infatti che Jean Sommer fosse testimone al matrimonio di Karel Dujardin nel 1649 a Parigi. È probabilmente qui che quest'artista apprese la tecnica della maniera nera.
Dal 1668 al 1670 operò a Heidelberg. Nel 1671 ritornò ad Amsterdam, dove rimase fino al 1699, tranne un periodo in Inghilterra, dove ripararono parecchi artisti durante la guerra con la Francia del 1672.
Si specializzò in pittura ritrattistica e, come incisore, utilizzò principalmente la tecnica della maniera nera. Di lui restano soprattutto le incisioni, tra cui il Ritratto di Ferdinando Massimiliano del 1688, il Ritratto dell'ammiraglio Michiel Adriantsz. de Ruyter e il suo autoritratto, mentre i dipinti sono rari. Ad Amsterdam fu infatti tra i principali produttori di incisioni assieme ad Abraham Bloteling e Jan Verkolje.